# Old San Francisco
Pour plus de détails, voir Fiche technique et Distribution.
Old San Francisco est un film américain réalisé par Alan Crosland, sorti en 1927.

## Fiche technique
- Titre : Old San Francisco
- Réalisation : Alan Crosland
- Scénario : Anthony Coldeway et Darryl F. Zanuck
- Direction artistique : Ben Carré
- Photographie : Hal Mohr
- Montage : Harold McCord (en)
- Société de production : Warner Bros.
- Pays d'origine : États-Unis
- Format : Noir et blanc - 1,33:1
- Genre : drame
- Date de sortie : 1927

## Distribution
- Dolores Costello : Dolores Vasquez
- Josef Swickard : Don Hernandez de Vasquez
- Anders Randolf : Michael Brandon
- Charles Emmett Mack : Terrence O'Shaughnessy
- Warner Oland : Chris Buckwell
- Angelo Rossitto : Chang Loo
- Anna May Wong : La Fleur d'Orient
- Lawson Butt : Capitaine Enrique de Solano Y Vasquez
- Walter McGrail : le petit-fils de Vasquez
- Otto Matieson : le petit-fils de Vasquez
- Martha Mattox : la mère
- Tom Santschi : Capitaine Stoner